# Chaetocnema leonhardi
Chaetocnema leonhardi is een keversoort uit de familie bladkevers (Chrysomelidae). De wetenschappelijke naam van de soort werd in 1951 gepubliceerd door Heikertinger.